# غلام محمد خان
غلام محمد خان هو سياسي هندي، ولد في 1923 في مراد آباد في الهند. انتخب عضو لوك سابها السابعة ‏ وفي الانتخابات العمومية الهندية 1989 ‏، انتخب عضو لوك سابها التاسعة ‏ خلال فترته النيابية ‏ (2 ديسمبر 1989 – 13 مارس 1991).